# Lliga espanyola de bàsquet femenina 1979-1980
La Lliga espanyola de bàsquet femenina 1979-80 fou la dissetena edició de la competició. Se celebrà des de l'octubre de 1979 fins al març de 1980 i fou organitzada per la Federació Espanyola de Basquetbol. Hi competiren dotze equips, amb la participació de l'Íntima Cherry Picadero com a únic equip representant del Principat. Es disputà en format de lliga regular a doble volta, amb un total de vint-i-dues jornades. El primer classificat fou declarat campió de Lliga i tingué dret a participar en la Copa d'Europa de la temporada següent.
Es proclamà campió l'Íntima Cherry Picadero, que guanyà el seu quart títol de Lliga i primer de la temporada.

## Clubs participants
- Club Banesto
- Celta Citroën
- CD Complutense
- GE Iberia
- Club Juven
- Kaixo BC
- UD Las Palmas
- Íntima Cherry Picadero
- Tenerife Krystal
- Tabacalera La Corunya
- Vacaciones Spantax
- Universitario Valladolid

## Classificació final
| Pos | Equip                    | PJ | PG | PE | PP | PF   | PC   | DP   | Pts | Classificació o descens           |
| --- | ------------------------ | -- | -- | -- | -- | ---- | ---- | ---- | --- | --------------------------------- |
| 1   | Íntima Cherry Picadero   | 22 | 21 | 0  | 1  | 1962 | 1174 | +788 | 42  | Classificat per la Copa d'Europa  |
| 2   | Celta de Vigo            | 22 | 17 | 0  | 5  | 1525 | 1163 | +362 | 34  | Classificat per la Copa Ronchetti |
| 3   | GE Iberia                | 22 | 16 | 1  | 5  | 1736 | 1412 | +324 | 33  |                                   |
| 4   | Club Juven               | 22 | 16 | 1  | 5  | 1686 | 1417 | +269 | 33  |                                   |
| 5   | CD Complutense           | 22 | 16 | 0  | 6  | 1605 | 1367 | +238 | 32  |                                   |
| 6   | Vacaciones Spantax       | 22 | 12 | 2  | 8  | 1523 | 1316 | +207 | 26  |                                   |
| 7   | Universitario Valladolid | 22 | 8  | 0  | 14 | 1322 | 1488 | −166 | 16  |                                   |
| 8   | Tenerife Krystal         | 22 | 7  | 0  | 15 | 1212 | 1564 | −352 | 14  |                                   |
| 9   | Club Banesto             | 22 | 6  | 0  | 16 | 1398 | 1710 | −312 | 12  |                                   |
| 10  | UD Las Palmas            | 22 | 4  | 1  | 17 | 1217 | 1664 | −447 | 9   | Renuncia a la categoria           |
| 11  | Kaixo BC                 | 22 | 3  | 1  | 18 | 1145 | 1597 | −452 | 7   | Descendeix a Segona Divisió       |
| 12  | Tabacalera La Corunya    | 22 | 3  | 0  | 19 | 1073 | 1529 | −456 | 6   | Descendeix a Segona Divisió       |

| Campió de la Lliga espanyola de bàsquet 1979-80 |
| ----------------------------------------------- |
| Íntima Cherry Picadero Quart títol              |